# Commission de surveillance du secteur financier
 (décembre 2023).
La mise en forme du texte ne suit pas les recommandations de Wikipédia : il faut le « wikifier ».
Les points d'amélioration suivants sont les cas les plus fréquents. Le détail des points à revoir est peut-être précisé sur la page de discussion.
- Les titres sont pré-formatés par le logiciel. Ils ne sont ni en capitales, ni en gras.
- Le texte ne doit pas être écrit en capitales (les noms de famille non plus), ni en gras, ni en italique, ni en « petit »…
- Le gras n'est utilisé que pour surligner le titre de l'article dans l'introduction, une seule fois.
- L'italique est rarement utilisé : mots en langue étrangère, titres d'œuvres, noms de bateaux, etc.
- Les citations ne sont pas en italique mais en corps de texte normal. Elles sont entourées par des guillemets français : « et ».
- Les listes à puces sont à éviter, des paragraphes rédigés étant largement préférés. Les tableaux sont à réserver à la présentation de données structurées (résultats, etc.).
- Les appels de note de bas de page (petits chiffres en exposant, introduits par l'outil «  Source ») sont à placer entre la fin de phrase et le point final[comme ça].
- Les liens internes (vers d'autres articles de Wikipédia) sont à choisir avec parcimonie. Créez des liens vers des articles approfondissant le sujet. Les termes génériques sans rapport avec le sujet sont à éviter, ainsi que les répétitions de liens vers un même terme.
- Les liens externes sont à placer uniquement dans une section « Liens externes », à la fin de l'article. Ces liens sont à choisir avec parcimonie suivant les règles définies. Si un lien sert de source à l'article, son insertion dans le texte est à faire par les notes de bas de page.
- La présentation des références doit suivre les conventions bibliographiques. Il est recommandé d'utiliser les modèles {{Ouvrage}}, {{Chapitre}}, {{Article}}, {{Lien web}} et/ou {{Bibliographie}}. Le mode d'édition visuel peut mettre en forme automatiquement les références.
- Insérer une infobox (cadre d'informations à droite) n'est pas obligatoire pour parachever la mise en page.

Pour une aide détaillée, merci de consulter Aide:Wikification.
Si vous pensez que ces points ont été résolus, vous pouvez retirer ce bandeau et améliorer la mise en forme d'un autre article.
La Commission de surveillance du secteur financier (en abrégé « CSSF ») est un établissement public de droit luxembourgeois et l'autorité de surveillance du secteur financier luxembourgeois à l'exception du secteur des assurances.

## Histoire
En 1945, le Commissaire au contrôle des banques (lb) voit le jour pour superviser le secteur bancaire luxembourgeois. En 1983, il est remplacé par l'Institut monétaire luxembourgeois (lb) nouvellement créé.
La Commission de surveillance du secteur financier est créée le 1er janvier 1999.

## Mission
Les acteurs financiers soumis à la surveillance prudentielle de la CSSF poursuivent une large gamme d'activités diverses, toutes visées spécifiquement dans les textes législatifs applicables. Les opérateurs concernés englobent entre autres les établissements de crédit (banques), les entreprises d'investissement, les fonds d'investissement ainsi que les diverses activités liées à ce métier, les établissements de monnaie électronique, les établissements de paiement, de même que les PSF spécialisés et les PSF de support.La CSSF a également la charge de la supervision publique de la profession d'audit.
En matière de surveillance bancaire, la surveillance ne revient depuis le 4 novembre 2004 plus seulement à la CSSF. En ce qui concerne les quatre banques luxembourgeoises les plus importantes, la Banque centrale européenne a la charge de la surveillance prudentielle. Pour les banques moins importantes, la BCE coopère avec la CSSF comme autorité de surveillance nationale. Ce système repose sur le mécanisme de surveillance unique (MSU) prévue par le Règlement européen MSU qui constitue l'un des trois piliers de l'Union bancaire.
Un domaine spécifique des missions de la CSSF est la surveillance en matière de lutte contre le blanchiment et le financement du terrorisme. En 2023, le Luxembourg a été soumis en cette matière à une évaluation détaillée de l'efficacité de son dispositif réglementaire et de surveillance par le Groupe d'action financière (GAFI) et la CSSF en particulier a joué un rôle important dans ce contexte, vu l'importance du secteur financier luxembourgeois. Le rapport d'évaluation mutuelle du Luxembourg a été rendu public le 27 septembre 2023 et a globalement noté que le Luxembourg dispose d'un « solide cadre de lutte contre le blanchiment d'argent et le financement du terrorisme et d'une bonne compréhension de ses risques de blanchiment d'argent et de financement du terrorisme ».    
Dans le cadre de son rôle de superviseur, la CSSF dispose d'importants pouvoirs de contrôle ainsi que de pouvoirs de sanction pour le cas où des entités sous son contrôle enfreignent la réglementation applicable. La CSSF est aussi dotée depuis 2008 du pouvoir de prendre des règlements afin de compléter dans la limite de sa spécialité et de ses compétences les dispositions légales ou réglementaires existantes.  
D'autres missions de la CSSF concernent son interaction avec l'ABE et l'ESMA dans le cadre de l'adoption de leurs lignes directrices et recommandations pour promouvoir la convergence des pratiques de supervision au sein du SESF et assurer une application cohérente, uniforme et commune de la législation de l'Union européenne.
En relation avec la finance ESG, la surveillance de la CSSF vise dès à présent à s'assurer que les pratiques environnementales, sociales et de gouvernance soient intégrées dans les activités financières et elle les intègre dans toutes ses missions, afin de contribuer ainsi, aussi par sa guidance, à un système financier plus stable et durable.